# Matsuura
Matsuura (japanisch 松浦市, -shi) ist eine Stadt der Präfektur Nagasaki auf der Insel Kyūshū in Japan.

## Geographie
Matsuura liegt nördlich von Sasebo und westlich von Fukuoka.

## Geschichte

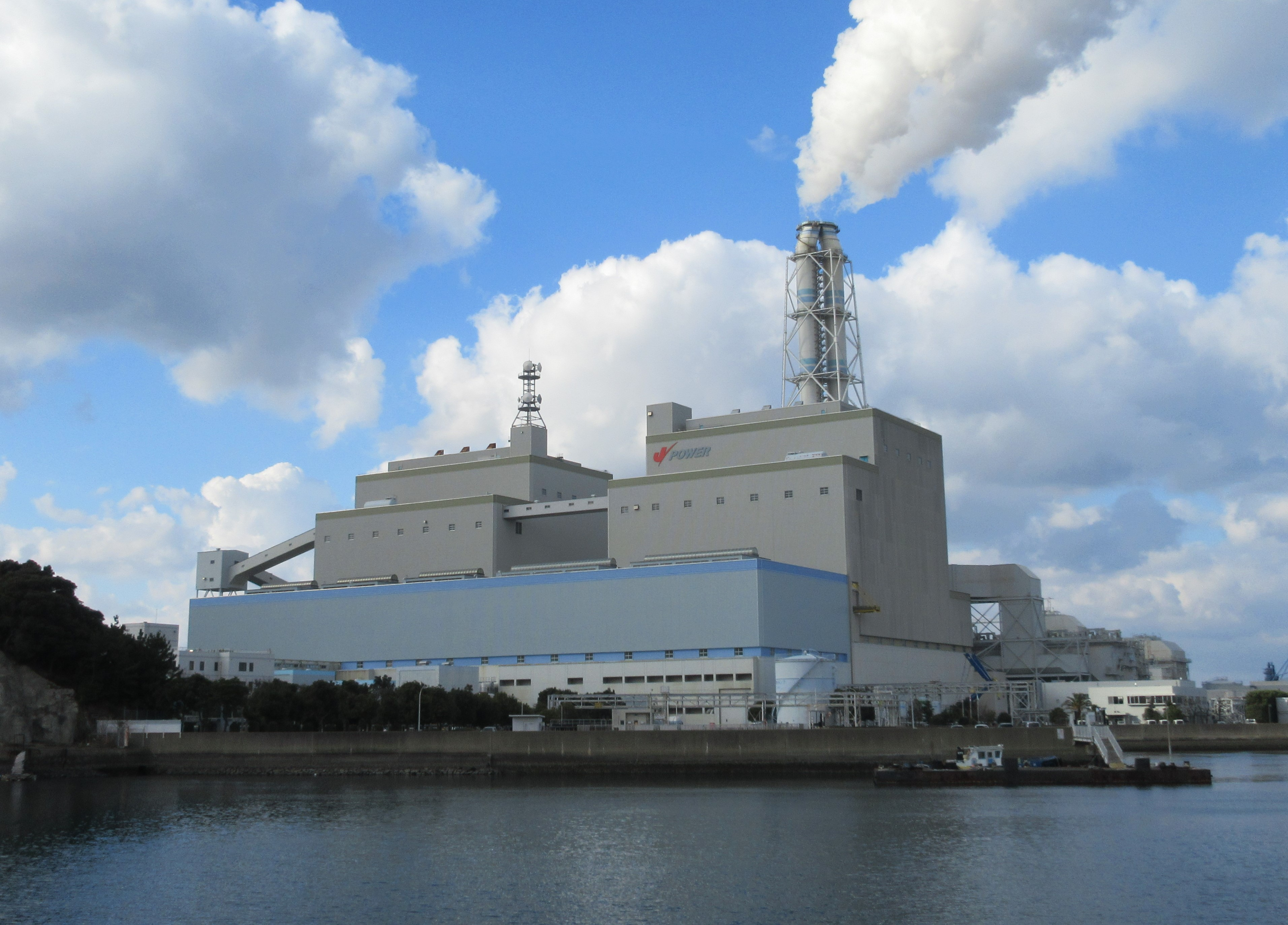
Wärmekraftwerk Matsuura

Matsuura war einst ein blühender Ort mit Kohlebergwerken. Mit Unterstützung des Staates hat sich Matsuura der Landwirtschaft zugewandt. Es gibt auch Industrieansiedlung.
Matsuura wurde am 1. März 1955 zur Stadt hochgestuft.

## Verkehr
- Straßen:
  - Nationalstraße 204: nach Karatsu und Sasebo
- Zug:
  - Matsutetsu Nishikyūshū-Linie: nach Sasebo

## Städtepartnerschaften
- Mackay (Queensland), seit 1989

## Angrenzende Städte und Gemeinden
- Präfektur Nagasaki
  - Sasebo
  - Hirado
- Präfektur Saga
  - Imari
  - Karatsu